# Fanna
Fanna es una localidad y comune italiana de la provincia de Pordenone, región de Friuli-Venecia Julia, con 1.469 habitantes.

## Evolución demográfica
| Gráfica de evolución demográfica de Fanna entre 1861 y 2011 |
|                                                             |
| Fuente ISTAT - elaboración gráfica de Wikipedia             |